# Bogdanci
Bogdanci (maced. Богданци) – miasto w południowo-wschodniej Macedonii Północnej, w dolinie Wardaru, nad granicą z Grecją. Ośrodek administracyjny gminy Bogdanci. Liczba mieszkańców - 6.011 osób (ponad 99% Macedończyków) [2002].